# Myrmarachne globosa
Myrmarachne globosa este o specie de păianjeni din genul Myrmarachne, familia Salticidae, descrisă de Wanless, 1978. Conform Catalogue of Life specia Myrmarachne globosa nu are subspecii cunoscute.